# Fonction zêta de Hurwitz

Fonction zêta de Hurwitz

En mathématiques, la fonction zêta de Hurwitz est une des nombreuses fonctions zêta.
Elle est définie, pour toute valeur q du paramètre, nombre complexe de partie réelle strictement positive, par la série suivante, convergeant vers une fonction holomorphe sur le demi-plan des complexes s tels que Re(s) > 1 :
{\displaystyle \zeta (s,q)=\sum _{k=0}^{\infty }(k+q)^{-s}}.
Par prolongement analytique, {\displaystyle \zeta (\cdot ,q)} s'étend en une fonction méromorphe sur le plan complexe, d'unique pôle s = 1.
{\displaystyle \zeta (\cdot ,1)} est la fonction zêta de Riemann.

## Représentation intégrale
{\displaystyle \zeta (s,q)={\frac {1}{\operatorname {\Gamma } (s)}}\int _{0}^{\infty }{\frac {t^{s-1}\operatorname {e} ^{-tq}}{1-\operatorname {e} ^{-t}}}\,\mathrm {d} t},
où Γ désigne la fonction Gamma.

## Prolongement analytique
La fonction {\displaystyle \zeta (\cdot ,q)} s'étend en une fonction méromorphe, d'unique pôle s = 1, simple, avec un résidu égal à 1.

## Développement de Laurent
Son développement de Laurent en ce pôle est
{\displaystyle \zeta (s,q)={\frac {1}{s-1}}+\sum _{n=0}^{\infty }{\frac {(-1)^{n}}{n!}}\gamma _{n}(q)(s-1)^{n}}
où les coefficients
{\displaystyle \gamma _{n}(q)=\lim _{N\to \infty }\left\{\left(\sum _{k=0}^{N}{\frac {\ln ^{n}(k+q)}{k+q}}\right)-{\frac {\ln ^{n+1}(N+q)}{n+1}}\right\},\qquad n\in \mathbb {N} }
sont les « constantes de Stieltjes généralisées » (les constantes de Stieltjes usuelles {\displaystyle \gamma _{n}(1)} correspondent à la fonction zêta de Riemann).
La généralisation correspondante de la formule de Jensen-Franel est la formule de Hermite :
{\displaystyle \gamma _{n}(q)=\left({\frac {1}{2q}}-{\frac {\ln q}{n+1}}\right)\ln ^{n}q-\mathrm {i} \int _{0}^{\infty }{\frac {\mathrm {d} x}{\operatorname {e} ^{2\pi x}-1}}\left\{{\frac {\ln ^{n}(q-\mathrm {i} x)}{q-\mathrm {i} x}}-{\frac {\ln ^{n}(q+\mathrm {i} x)}{q+\mathrm {i} x}}\right\}}.
La constante d'indice 0 est l'opposée de la fonction digamma :
{\displaystyle \gamma _{0}(q)=-\psi (q)=-{\frac {\Gamma '(q)}{\Gamma (q)}}}.

## Formule de Hurwitz
La formule de Hurwitz, est le théorème suivant, valide pour 0 < q < 1 et Re(s) > 0, ainsi que pour q = 1 et Re(s) > 1 :
{\displaystyle \zeta (1-s,q)={\frac {\Gamma (s)}{(2\pi )^{s}}}\left[{\rm {e}}^{-{\rm {i}}\pi s/2}F(q,s)+{\rm {e}}^{{\rm {i}}\pi s/2}F(-q,s)\right]}
où
{\displaystyle F(q,s):=\sum _{k=1}^{\infty }{\frac {\exp(2\pi {\rm {i}}kq)}{k^{s}}}={\mbox{Li}}_{s}({\rm {e}}^{2\pi {\rm {i}}q})},
Lis étant la fonction polylogarithme.

## Équation fonctionnelle
L'équation fonctionnelle relie les valeurs de la fonction zêta sur le côté gauche — et droit — du plan complexe. Pour les nombres entiers {\displaystyle 1\leq m\leq n,}
{\displaystyle \zeta \left(1-s,{\frac {m}{n}}\right)={\frac {2\Gamma (s)}{(2\pi n)^{s}}}\sum _{k=1}^{n}\cos \left({\frac {\pi s}{2}}-{\frac {2\pi km}{n}}\right)\;\zeta \left(s,{\frac {k}{n}}\right)}
reste valable pour toutes les valeurs de s.

## Développement en série de Taylor
La dérivée partielle de la fonction zêta est une suite de Sheffer :
{\displaystyle {\frac {\partial }{\partial q}}\zeta (s,q)=-s\zeta (s+1,q)}.
Ainsi, la série de Taylor peut être écrite comme suit :
{\displaystyle \zeta (s,x+y)=\sum _{k=0}^{\infty }{\frac {y^{k}}{k!}}{\frac {\partial ^{k}}{\partial x^{k}}}\zeta (s,x)=\sum _{k=0}^{\infty }{s+k-1 \choose s-1}(-y)^{k}\zeta (s+k,x)}.

## Transformation de Fourier
La transformée de Fourier discrète de la fonction zêta de Hurwitz par rapport à l'ordre s est la fonction chi de Legendre.

## Lien avec d'autresfonctions spéciales

### Relation avec les polynômes de Bernoulli
Puisque, avec la notion F introduite ci-dessus, la série de Fourier des polynômes de Bernoulli est (pour {\displaystyle 0<x<1} et {\displaystyle n\in \mathbb {N} ^{*}}) :
{\displaystyle B_{n}(x)=-n{\frac {\Gamma (n)}{(2\pi )^{n}}}\left((-\mathrm {i} )^{n}F(x,n)+\mathrm {i} ^{n}F(-x,n)\right)},
la formule de Hurwitz donne (pour 0 < x < 1 et {\displaystyle n\in \mathbb {N} }) :
{\displaystyle \zeta (-n,x)=-{B_{n+1}(x) \over n+1}}.

### Relation avec les fonctions L de Dirichlet
En fixant un entier Q ≥ 1, les fonctions L de Dirichlet pour les caractères modulo Q sont des combinaisons linéaires de ζ(s,q) où q = k/Q et k = 1, 2, ..., Q.
Plus précisément, soit χ un caractère de Dirichlet mod Q. La fonction L de Dirichlet associée s'écrit :
{\displaystyle L(s,\chi )=\sum _{n=1}^{\infty }{\frac {\chi (n)}{n^{s}}}={\frac {1}{Q^{s}}}\sum _{k=1}^{Q}\chi (k)\;\zeta \left(s,{\frac {k}{Q}}\right)}.
Par inversion de Plancherel, on en déduit, pour toute fraction irréductible {\displaystyle k/Q\in \left]0,1\right]} :
{\displaystyle \zeta \left(s,{\frac {k}{Q}}\right)={\frac {Q^{s}}{\varphi (Q)}}\sum _{\chi }{\overline {\chi }}(k)L(s,\chi )},
la somme portant sur tous les caractères de Dirichlet mod Q.

### Relation avec la fonction polygamma
La fonction zêta de Hurwitz généralise la fonction polygamma :
{\displaystyle \psi ^{(m)}(z)=(-1)^{m+1}m!\zeta (m+1,z)}.

### Relation avec la fonction transcendante de Lerch
La fonction transcendante de Lerch généralise la fonction zêta de Hurwitz :
{\displaystyle \Phi (z,s,q)=\sum _{k=0}^{\infty }{\frac {z^{k}}{(k+q)^{s}}}}
et ainsi
{\displaystyle \zeta (s,q)=\Phi (1,s,q)}.

### Relation avec la fonction thêta de Jacobi
Si {\displaystyle \vartheta (z,\tau )} est la fonction thêta de Jacobi, alors
{\displaystyle \int _{0}^{\infty }\left[\vartheta (z,{\rm {i}}t)-1\right]t^{s/2}{\frac {\mathrm {d} t}{t}}=\pi ^{-(1-s)/2}\Gamma \left({\frac {1-s}{2}}\right)\left[\zeta (1-s,z)+\zeta (1-s,1-z)\right]}
reste valable pour Re s > 0 et z complexe non entier. 
Pour z = n un entier, ceci se simplifie en 
{\displaystyle \int _{0}^{\infty }\left[\vartheta (n,{\rm {i}}t)-1\right]t^{s/2}{\frac {{\rm {d}}t}{t}}=2\ \pi ^{-(1-s)/2}\ \Gamma \left({\frac {1-s}{2}}\right)\zeta (1-s)=2\ \pi ^{-s/2}\ \Gamma \left({\frac {s}{2}}\right)\zeta (s)}
où ζ est la fonction zêta de Riemann. Cette distinction selon l'intégralité de z rend compte du fait que la fonction thêta de Jacobi converge vers la fonction δ de Dirac pour z lorsque t → 0.

## Applications
La fonction zêta de Hurwitz apparaît principalement en théorie des nombres, mais aussi dans les statistiques appliquées ; voir la loi de Zipf et la loi de Zipf-Mandelbrot (en).